# 2169 Taiwan
Taiwan (asteroide 2169) é um asteroide da cintura principal com um diâmetro de 16,81 quilómetros, a 2,6426779 UA. Possui uma excentricidade de 0,0522991 e um período orbital de 1 700,79 dias (4,66 anos). Taiwan tem uma velocidade orbital média de 17,83636165 km/s e uma inclinação de 1,52959º.